# Regió asiàtica oriental

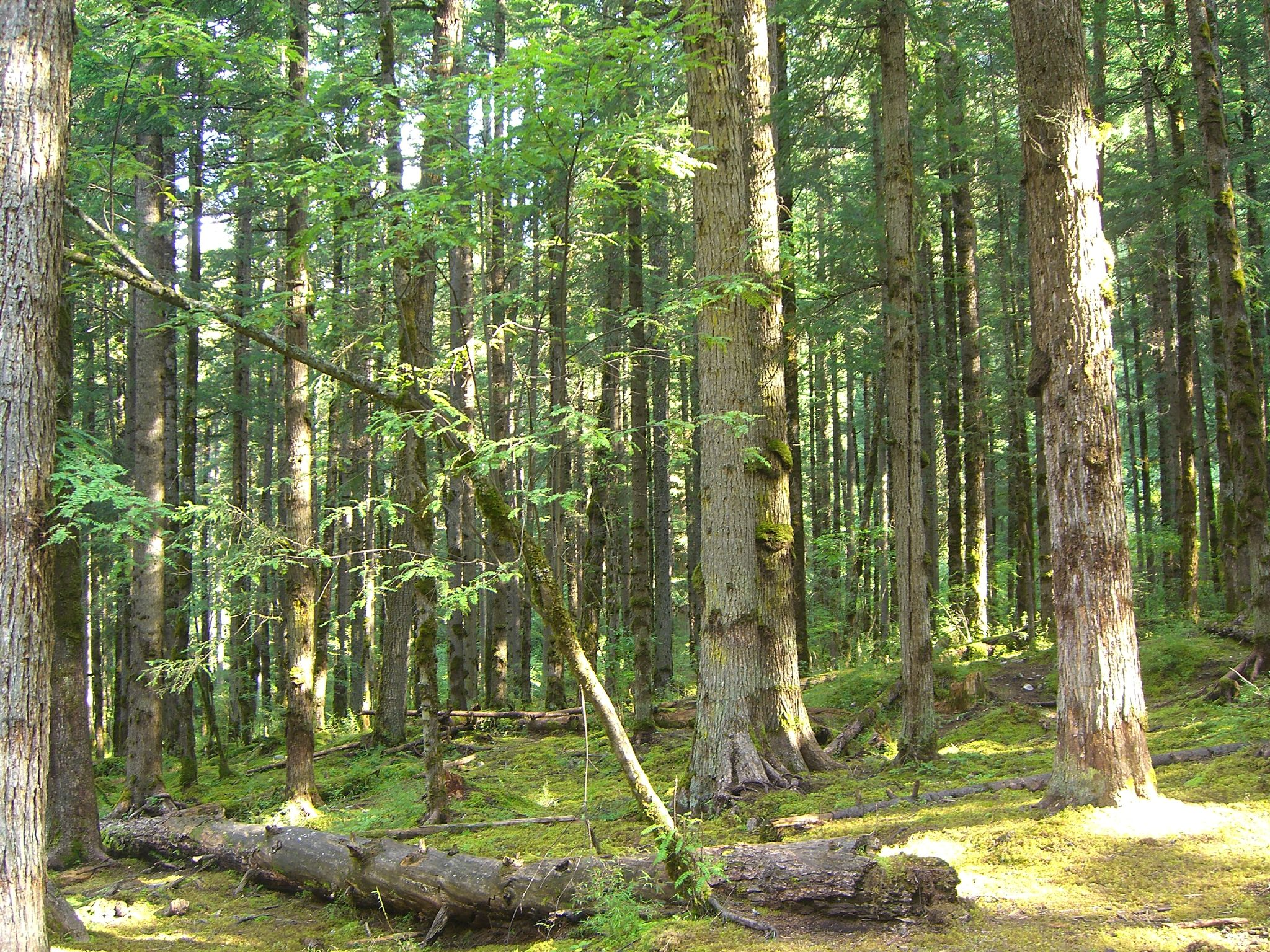
Bos a Sichuan, Xina

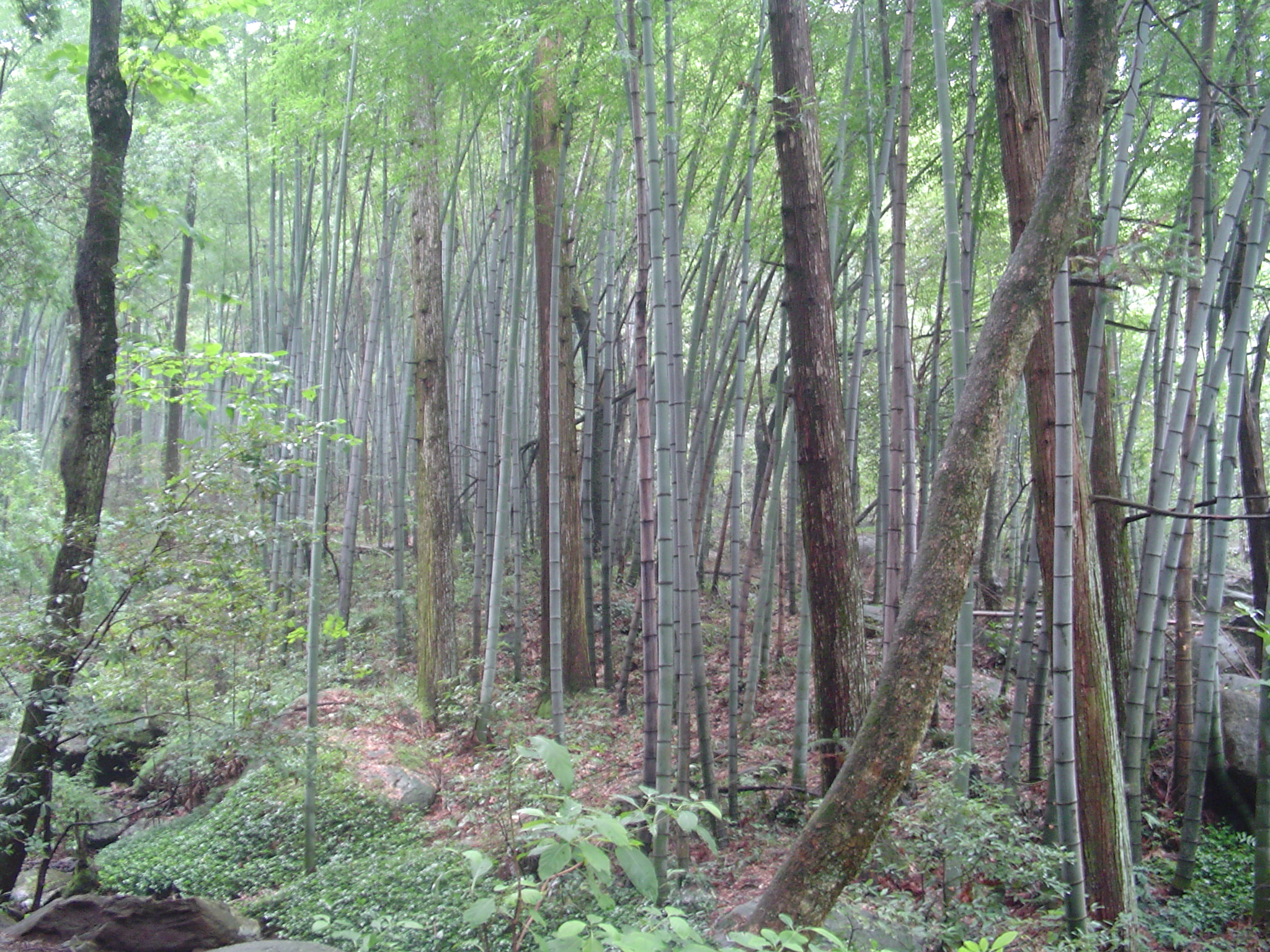
Bosc de bambú a Lushan, Xina

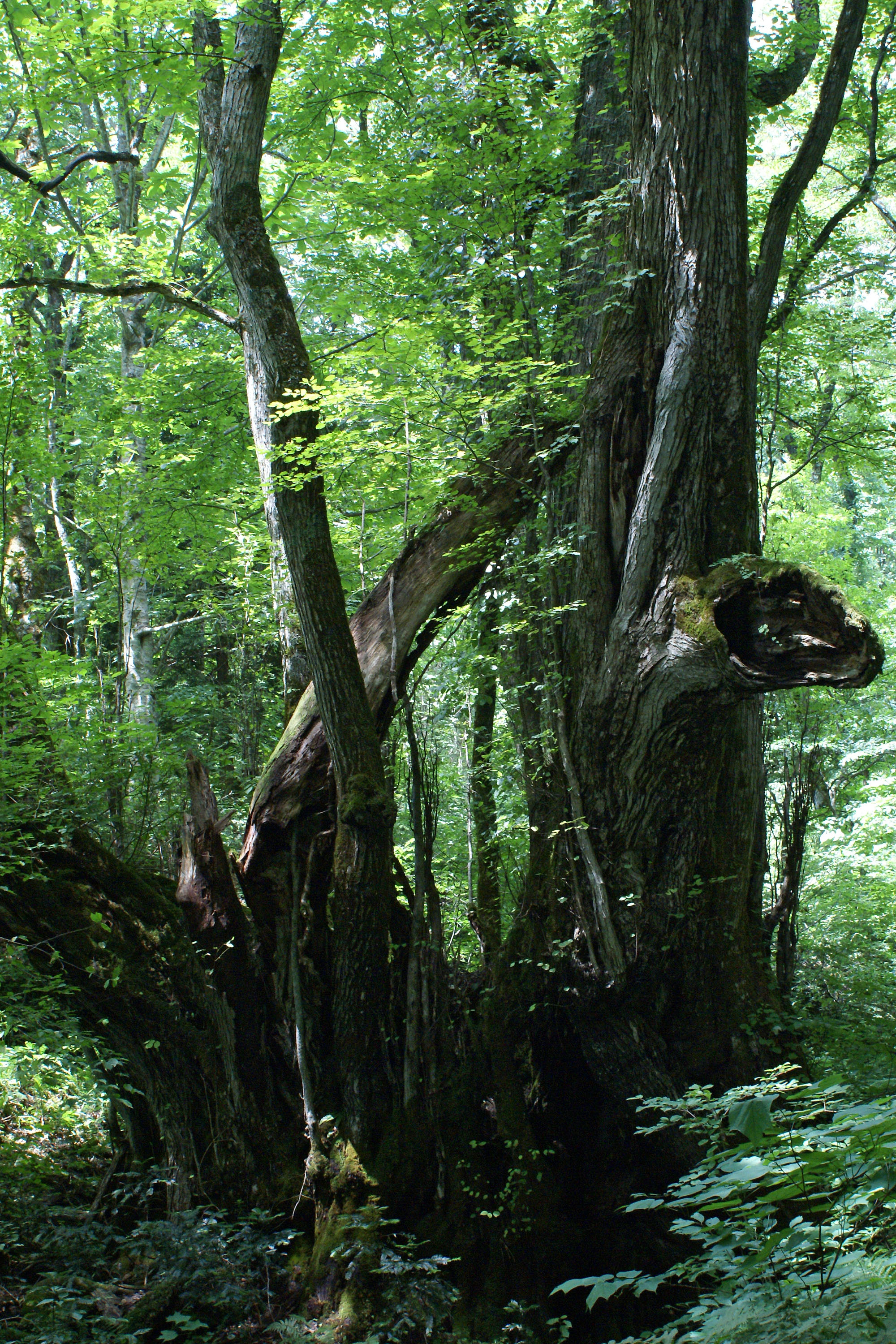
Un Cercidiphyllum japonicum mil·lenari

La regió asiàtica oriental (també coneguda com a Oriasiaticum, regió sino-japonesa) és la regió florística més rica en espècies dins del regne holàrtic a la zona de clima temperat de l'Àsia oriental. Està reconeguda com una zona florística natural des de 1872 per August Grisebach en la seva obra Die Vegetation der Erde i delineada més tard per botànics com Ludwig Diels, Adolf Engler, Ronald Good i Armèn Takhtadjan.
Aquesta regió asiàtica oriental està dominada per tàxons molt antics de gimnospermes i famílies de plantes llenyoses i es creu que és el bressol de la flora holàrtica. A més aquesta regió va ser poc afectada per les glaciacions del Plistocè, i molts gèneres relictes del Terciari com Metasequoia glyptostroboides, hi van trobar refugi.
La seva flora inclou una trentena de famílies endèmiques, incloent-hi: Ginkgoaceae, Sciadopityaceae, Trochodendraceae, Tetracentraceae, Cercidiphyllaceae, Circaeasteraceae, Eucommiaceae, Eupteleaceae, Sargentodoxaceae, Nandinaceae, Pteridophyllaceae, Rhoipteleaceae, Stachyuraceae, Sladeniaceae, Dipentodontaceae, Helwingiaceae) i de tres a sis-cents gèneres endèmics (entre ells Cephalotaxus, Amentotaxus, Pseudotaxus, Keteleeria, Pseudolarix, Cathaya, Metasequoia, Cryptomeria, Microbiota, Akebia, Kingdonia, Megaleranthis, Hylomecon, Eomecon, Маcleaya, Disanthus, Loropetalum, Corylopsis, Fortunearia, Sinowilsonia, Pteroceltis, Idesia, Bolbostemma, Schizopeppon, Clematoclethra, Bryanthus, Schizocodon, Stephanandra, Rhodotypos, Kerria, Chaenomeles, Rhaphiolepis, Prinsepia, Dichotomanthes, Kirengeshoma, Tanakea, Maakia, Phellodendron, Poncirus, Psilopeganum, Таpiscia, Dipteronia, Fatsia, Tetrapanax, Diplopanax, Evodiopanax, Kalopanax, Hovenia, Dipelta, Kolkwitzia, Oreocharis, Paulownia, Ombrocharis, Paralamium, Perillula, Popoviocodonia, Platycodon, Hanabusaya, Callistephus, Parasenecio, Symphyllocarpus, Chionographis, Metanarthecium, Heloniopsis, Tricyrtis, Cardiocrinum, Hosta, Reineckea, Nomocharis, Milula, Rohdea, Liriope, Aspidistra, Lycoris, Sasa, Phyllostachys, Oreocalamus, Shibataea, Phaenosperma, Chikusichloa, Trachycarpus, Pinellia. Aproximadament unes vuit altres famílies les comparteix amb l'Àsia sel sud-est tropical (Nageiaceae, Rhodoleiaceae, Daphniphyllaceae, Pentaphyllaceae, Duabangaceae, Mastixiaceae, Pentaphragmataceae, Lowiaceae). Molts gèneres relictes de l'Àsia oriental com Liriodendron i Hamamelis, estan compartits amb l'Amèrica del Nord temperada, especialment en la regió atlàntica nord-americana.
La regió asiàtica oriental fa frontera amb la regió circumboreal del regne holàrtic al nord, la Regió irano-turaniana a l'oest i Regió índia, Regió indoxinesa i Regió malaisiana al sud. Comprèn la part sud de la regió de l'extrem oriental rus, la part sud de Sakhalín, Manxúria, Corea, Japó, Taiwan, part est humida de la Xina i vall de Kali Gandaki al Nepal, incloent-hi Sikkim, nord de Birmània i extrem nord del Vietnam (parts de Tonkin).

## Subdivisions
Segons la classificació de Takhtadjan aquesta regió es subdivideix en 13 províncies.
Província de Manxúria
Dos gèneres endèmics (Microbiota, Omphalothrix), moltes espècies endèmiques (incloent-hi Abies holophylla, Picea koraiensis, Ulmus macrocarpa, Crataegus pinnatifida, Vitis amurensis)
Província de Sakhalín-Hokkaido 
un gènere endèmic (Miyakea), algunes espècies endèmiques (incloent Abies sachalinensis, Fragaria yezoensis)
Província Japó-Corea
Província de Ryukyu
Província de Bonin volcànica
Província Taiwanesa
Província del nord de la Xina
Província Xinesa central
Província Xina del sud-est
Província de Sikang-Yuennan
Província del nord de Birmània
Província de l'est de l'Himàlaia
Província Khasi-Manipur